# Cuzac
Cuzac é uma comuna francesa na região administrativa de Occitânia, no departamento de Lot. Estende-se por uma área de 5,02 km². Em 2010 a comuna tinha 244 habitantes (densidade: 48,6 hab./km²).

## Demografia

### Evolução demográfica
(fonte: INSEE)
- 1962 = 217
- 1968 = 207
- 1975 = 213
- 1982 = 245
- 1990 = 220
- 1999 = 194